# St. Wendelin (Berg)

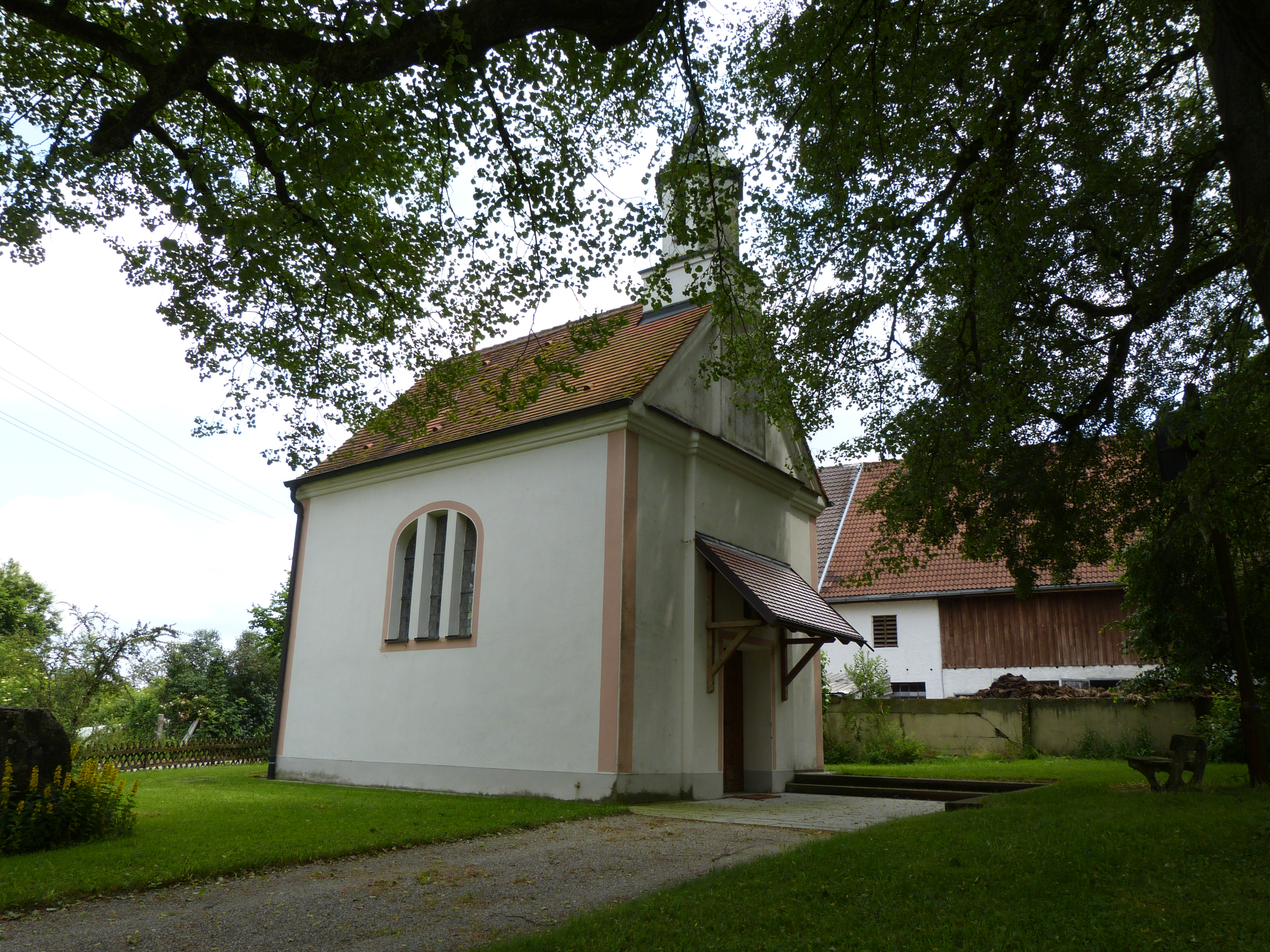
Kapelle St. Wendelin

Die römisch-katholische Kapelle St. Wendelin befindet sich in Berg, einem Ortsteil der Gemeinde Türkheim im Landkreis Unterallgäu in Bayern. Die im Jahr 1746 von Johann Adam Stiller, einem Sohn Michael Stillers, erbaute Kapelle steht unter Denkmalschutz. An das rechteckige Langhaus mit Flachdecke schließt eine halbrund geschlossene Apsis an. Oberhalb auf der Giebelseite im Westen befindet sich ein Dachreiter.

## Geschichte
Die Errichtung eines Kirchengebäudes wurde bereits 1709 genehmigt kam jedoch nie zur Ausführung. Als im 18. Jahrhundert eine Viehseuche im nahegelegenen Ettringen grassierte, gelobten die Bauern dem heiligen Wendelin eine Kapelle zu errichten. Dies wurde am 14. März 1746 vom Pfarrer aus Türkheim Johann Ignatius Wiekhart an den Generalvikar in Augsburg Johann Adam Nieberlein berichtet. Bereits am 21. März 1746 wurde die Genehmigung zur Errichtung der Kapelle erteilt und noch im gleichen Jahr durchgeführt. Die Kosten für die Errichtung, der Ausmalung und des Altares beliefen sich auf 750 Gulden. Neben der Kapelle bestand noch bis ins Jahr 1807 eine Einsiedelei. In den Jahren 1769, 1778 und 1789 wurden Reparaturen an der Kapelle durch den Maurermeister Johann Georg Ege aus Türkheim ausgeführt. Renovierungen fanden danach 1827, 1831, 1832, 1844 und 1845, sowie 1864 und 1939 bis 1942 statt. Die baufällige Sakristei wurde 1871 neu erbaut und bei der letzten Renovierung 1971 abgebrochen.

## Baubeschreibung
Das kleine geostete Kirchengebäude besitzt einen rechteckigen Grundriss mit einer halbkreisförmigen Apsis. Ein etwas einspringender Chorbogen mit Kämpfergesims teilt die Apsis vom Langhaus. Während der Renovierung wurde 1941 am Chorbogen die Signatur Hans Adam Stiller in Ettringen 1746 des Baumeisters freigelegt. Sowohl im Langhaus wie in der Apsis befindet sich eine Spiegeldecke über Profilgesimsen. Eine dreiteilige Fenstergruppe ist beiderseits des Langhauses angebracht. In der Apsis sind Rundbogenfenster eingesetzt. An der Westseite ist im Inneren eine gefelderte Empore mit vorspringendem Mittelteil vorhanden. Der Zugang erfolgt über eine rechteckige Türe in der Westwand der Kapelle. Auf dem Westgiebel befindet sich ein kleiner oktogonaler Dachreiter auf quadratischem Sockel.

## Innenausstattung
Der neuromanische Altar stammt aus der zweiten Hälfte des 19. Jahrhunderts. Der aus Holz gefertigte und gefasste Altar besitzt die Form einer rundbogigen Ädikula. Die Figur des heiligen Wendelin in einer Nische wurde 1863 von Otto Sieber aus Türkheim geschaffen. Das Fresko im Chor von 1746 zeigt die Göttlichen Tugenden. Johann Michael Schmitt schuf 1942 die Decke im Langhaus. Die Emporenfresken Wendelin in der Einsiedelei betend, als Patron der Landsleute, und Tod Wendelins malte 1942 der Münchner Kunstmaler Josef Wittmann, nachdem Johann Michael Schmitt bei einem Bombenangriff ums Leben gekommen war. Das Kruzifix und die Mater dolorosa, beide aus Holz gefertigt und gefasst, wurden um 1760 geschaffen und stammen vermutlich von Ignaz Hillenbrand. Ursprünglich befanden sich beide Objekte in der Pfarrkirche in Türkheim. Die gefassten Holzfiguren beiderseits des Chorbogens stellen die heiligen Franziskus und Antonius dar und stammen aus der Mitte des 18. Jahrhunderts. Aus der ersten Hälfte des 19. Jahrhunderts stammen die ovalen Kreuzwegstationen. Sie wurden vermutlich von Ludwig Caspar Weiß gefertigt und befanden sich vorher in der Pfarrkirche von Häder. Das Gestühl mit geschweiften Brettwangen stammt aus dem 18. Jahrhundert.